# Szöveti faktor

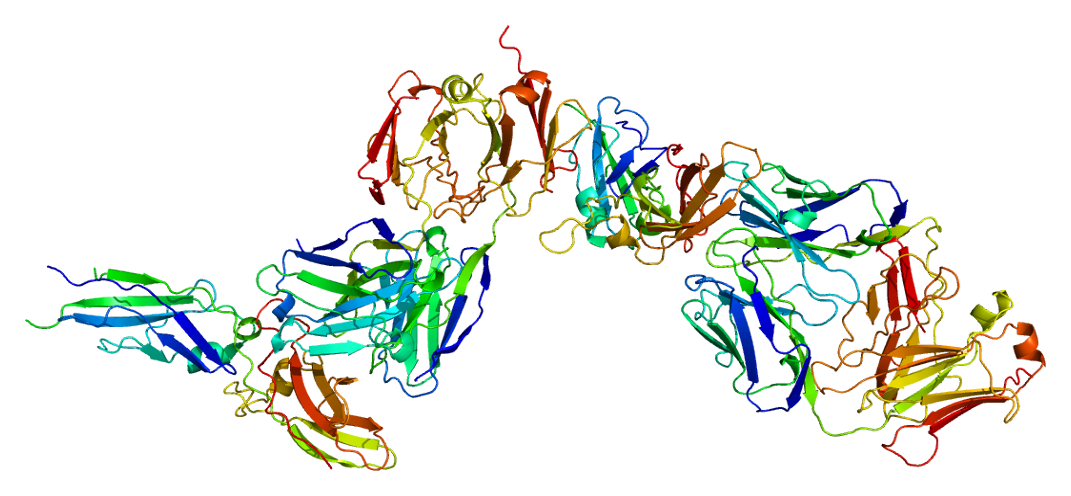
Az 1ahw fehérje renderelt képe (PDB alapján)

A szöveti faktor vagy III-as faktor, trombokinéz, illetve CD142 egy fehérje a szubendotheliás szövetekben és a fehérvérsejtekben. A zimogén protrombin, trombinná alakulásának elindításához szükséges. Hibásan használt szinonimája a tromboplasztin.
Ez a gén kódolja a III-as véralvadási faktort, ami egy sejtfelszíni glikoprotein. Ez a faktor teszi lehetővé a sejtek számára, hogy elindítsák a véralvadási kaszkádot; mivel a VII-es véralvadási faktor nagy affinitású receptoraként működik. Ez így keletkezett komplex egy katalitikus folyamatot biztosít, amely a véralvadási proteáz kaszkád indításáért felelős; egyedi limitált proteolízis útján. Ezen proteáz kaszkádok más kofaktoraitól eltérően, amelyek nem funkcionális prekurzorokként cirkulálnak; ez a faktor hatékony kezdeményező és teljesen működőképes, amikor a sejtek felszínére kerül. A faktornak három doménje van: extracelluláris (sejten kívüli), transzmembrán, és citoplazmatikus. Ez a véralvadási útvonal egyetlen fehérjéje, amelynek a veleszületett hiányát még nem írták le. A membránhoz kötött szöveti faktoron túlmenően, a szöveti faktor oldódó formáját is felfedezték, amely a szöveti faktor mRNS-transzkriptumainak alternatív összekapcsolódásának eredménye; amelyben az 5. exon hiányzik, és a 4. exon közvetlenül a 6.-hoz kapcsolódik.

## Szerkezet
A szöveti faktor fehérje szerkezete három doménből áll:
1. Egy sejten kívül található domén, amely VIIa faktorhoz (aktivált proconvertin) kötődik. Ez VIIa-szöveti faktor kötés fehérje-fehérje kölcsönhatások révén jön létre, melyben mindkét molekula részt vesz.
  1. A VIIa faktor egy fehérje, amely több doménből áll. Az egyik ilyen domén, a karboxilezett Gla domén kalcium jelenlétében negatív töltésű foszfolipidekhez kötődik. Ez a kötődés nagymértékben elősegíti a VIIa-szöveti faktor fehérje-fehérje kötés kialakulását.
2. Egy domén, amely áthalad a víztaszító (hidrofób) membránon.
3. Egy sejtben található, huszonegy aminosav hosszúságú domén, amely a szöveti faktor jelző funkciójában vesz részt.

## Funkciók

### Véralvadás
A szöveti faktor a VIIa szerin proteáz faktor sejtfelszíni receptora.
A szöveti faktor legismertebb funkciója, a véralvadásban játszott szerepe. A VIIa-szöveti faktor komplex katalizálja az inaktív X-es proteáz faktor aktív Xa proteáz faktorrá alakulását. A VIIa faktorral együtt, a szöveti faktor képezi a véralvadás szöveti faktor (külső) útvonalát. Ez szemben áll a kontakt aktiválási (belső) útvonallal, amely magában foglalja a IX-es faktort és a VIII-as faktort. Mindkét útvonal a X-es faktor aktiválásához vezet (közös útvonal); amely kalcium és foszfolipid jelenlétében egyesül az aktivált V-ös faktorral, hogy trombint képezzen (tromboplasztin tevékenység).

A véralvadási kaszkád.

### Citokin
A szöveti faktor a II.-es osztályú citokin receptor fehérjecsaládhoz köthető. Ennek a receptor családnak a tagjait a citokinek aktiválják. A citokinek kis fehérjék, amelyek a fehérvérsejtek viselkedését befolyásolják. Felfedezték, hogy a szöveti faktor/VIIa faktor kapcsolat jelző folyamatokat indít el a sejten belül. A szöveti faktor/VIIa jelző funkciója szerepet játszik az angiogenezisben és az apoptózisban.

## Elhelyezkedése
Bizonyos sejtek válaszul a véredények károsodására szöveti faktort szabadítanak fel; míg mások csak a gyulladásos mediátorokra válaszul (endothel sejtek/makrofágok).
A szöveti faktort olyan sejtek választják ki, amelyek általában nincsenek kitéve a véráramnak, mint amilyenek a szub-endothel sejtek (pl.: a simaizom-sejtek) illetve a véredényeket körülvevő sejtek (pl.: a fibroblasztok). Ez akkor változhat meg, ha a véredények károsodnak, például fizikai sérülés, vagy ateroszklerotikus plakkok megrepedésekor. Sérülés esetén a szöveti faktornak való kitettség lehetővé teszi a szöveti faktor/VII-es faktor komplex kialakulását. A VII-es faktor és a szöveti faktor kalcium-ionok jelenlétében egyenlő moláris komplexet képez, és ez ahhoz vezet, hogy a VII-es faktor aktiválódik a membrán felszínén.
A véredények belső felülete endothel sejtekből áll. Az endothel sejtek nem választanak ki szöveti faktort; kivéve, ha gyulladásos molekuláknak vannak kitéve, mint amilyen a tumor nekrózis faktor-alfa (TNF-alfa). Egy másik sejttípus - amely szöveti faktort választ ki a sejtfelszínén gyulladásos körülmények között - a monocita (fehérvérsejt).

## Tromboplasztin
Eredetileg a tromboplasztin egy általában placentáris forrásokból származó labor reagens volt, amelyet a protrombin idő (PT idő) vizsgálatához használtak. A tromboplasztin önmagában képes a külső véralvadási útvonal aktiválására. Laboratóriumban manipulálva létrehozható egy bizonyos származéka, az úgynevezett részleges tromboplasztin. Ez az anyag volt hivatott a belső véralvadási útvonal mérésére. Ezt a vizsgálatot APTI-nek, vagy aktivált parciális (részleges) tromboplasztin időnek nevezik. Később a tromboplasztin és a részleges tromboplasztin összetevőit is azonosították. A tromboplasztin a szöveti faktor és a foszfolipidek kombinációja; mindkettő szükséges a külső véralvadási útvonal aktiválásához. Ezzel szemben a részleges tromboplasztin csak foszfolipidekből áll, szöveti faktort nem tartalmaz. A szöveti faktor nem szükséges a belső véralvadási útvonal aktivációjához.

## Interakciók
Kimutatták, hogy a szöveti faktor kölcsönhatásba lép a VII-es faktorral.

## Fordítás
- Ez a szócikk részben vagy egészben  a   Tissue factor című angol Wikipédia-szócikk fordításán alapul.  Az eredeti cikk szerkesztőit annak laptörténete sorolja fel. Ez a jelzés csupán a megfogalmazás eredetét és a szerzői jogokat jelzi, nem szolgál a cikkben szereplő információk forrásmegjelöléseként.